# 扇田駅
扇田駅（おうぎたえき）は、秋田県大館市比内町扇田にある、東日本旅客鉄道（JR東日本）花輪線の駅である。

## 歴史

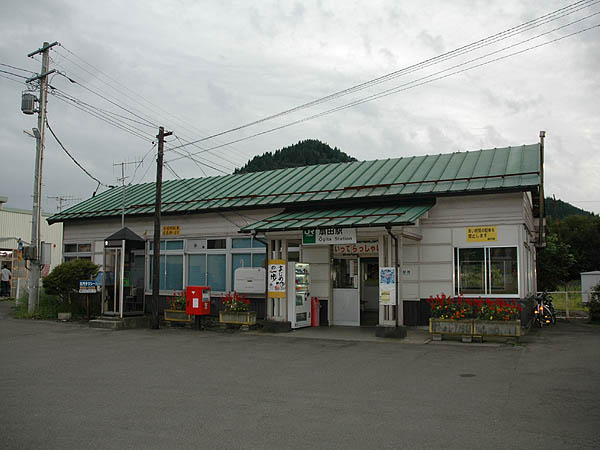
旧駅舎（2005年9月）

- 1914年（大正3年）7月1日：秋田鉄道が大館駅から北秋田郡扇田町まで開業し、終点の駅として開業する[2]。当時の読みは「おうぎだ」[2]。また、開業当時は東大館駅の間に池内停留場が設置されていた[2]。
- 1915年（大正4年）1月19日：当駅から大滝温泉駅間が延伸開業した。
- 1934年（昭和9年）
  - 6月1日：秋田鉄道の国有化により、鉄道省（国鉄）に移管[2]。読みを「おうぎた」に変更[2]。同時に池内停留場は廃止[2]。
  - 8月1日：当駅に設置されていた、扇田車掌支所と扇田機関車駐泊所を廃止。
- 1937年（昭和12年）5月21日：駅舎竣工式が挙行[3]。
- 1944年（昭和19年）11月11日：南扇田駅が休止され、大滝温泉駅が隣の駅になる[2]。
- 1984年（昭和59年）2月1日：貨物の取り扱いを廃止[2]。
- 1985年（昭和60年）3月14日：荷物の扱いを廃止[2]。
- 1987年（昭和62年）4月1日：国鉄分割民営化により、東日本旅客鉄道の駅となる[2]。
- 1999年（平成11年）
  - 6月1日：花輪線CTC化に伴う合理化で交換設備を廃止。当駅での運転取り扱いがなくなる。
  - 12月4日：扇田駅長が廃止され、鹿角花輪駅長管理下の簡易委託駅となる（受託者：比内町）。
- 2003年（平成15年）4月1日：無人化。
- 2024年（令和6年）10月1日：えきねっとQチケのサービスを開始[1][4]。

## 駅構造

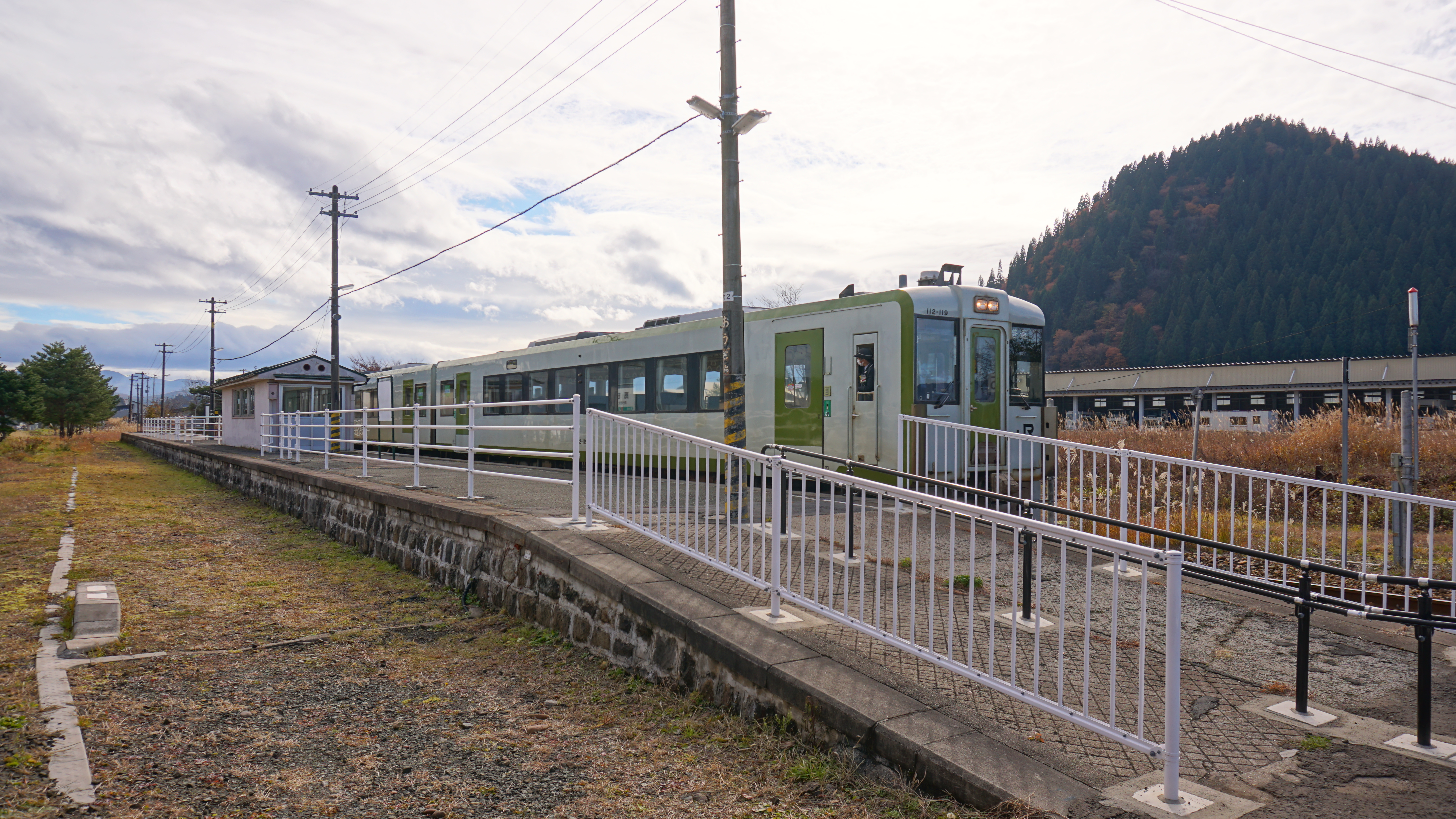
ホーム（2019年11月）

元々は島式ホーム1面2線の列車交換可能駅だったが、現在は単式ホーム1面1線（旧2番線・下り線）を有する地上駅となっている。
盛岡統括センター（盛岡駅）管理の無人駅である。無人化後に、現在の駅舎に改築された。

## 利用状況
JR東日本によると、2000年度（平成12年度）および2001年度（平成13年度）の1日平均乗車人員の推移は以下のとおりであった。
| 乗車人員推移       | 乗車人員推移     | 乗車人員推移 |
| 年度               | 1日平均 乗車人員 | 出典         |
| ------------------ | ---------------- | ------------ |
| 2000年（平成12年） | 127              | [ 5 ]        |
| 2001年（平成13年） | 103              | [ 6 ]        |

## 駅周辺
- 達子森
- 米代川
- 比内郵便局
- 道の駅ひない
- 大館市役所比内総合支所（旧・比内町役場）
- 秋田県道135号扇田停車場線
  - 秋田県道52号比内田代線
  - 国道285号
  - 秋田県道22号比内大葛鹿角線
- 秋田銀行比内支店
- 北都銀行扇田支店
- 秋田県信用組合比内支店

## バス路線
扇田駅前
- コミュニティバス（秋北バス運行）
  - 「さわやかみなみ号」二井田線：扇田病院前方面／二井田・南小学校・東大館駅前・市立病院前・大館駅方面

扇田川端
- 秋北バス
  - 大谷・中野行き
  - 花輪営業所（鹿角市方面）行き
  - 市立病院・いとく大館ショッピングセンター方面／大館駅行き

扇田仲町
- 秋北バス
  - 大谷・中野・弥助行き
  - 花輪営業所（鹿角市方面）行き
  - 市立病院・いとく大館ショッピングセンター方面／大館駅行き

扇田新丁
- 秋北バス
  - 弥助行き
  - 市立病院・いとく大館ショッピングセンター方面／大館駅行き

## 隣の駅
東日本旅客鉄道（JR東日本）
■花輪線
大滝温泉駅 - 扇田駅 - 東大館駅